# Людвіг Гольберг
Лю́двіг Го́льберг (дан. Ludvig Holberg, норв. Ludvig Holberg; 13 грудня 1684, Берген — 28 січня 1754, Копенгаген) — видатний данський та норвезький діяч епохи Просвітництва, філософ, історик, письменник, основоположник новітніх літератур — данської і норвезької, засновник національного данського театру.

## Біографія
Людвіг Гольберг народився 1684 року в Бергені наймолодшим із шести дітей старшого лейтенанта Крістіана Нільсена Гольберга (близько 1620—1685/1686) і Карен Гольберг (до шлюбу Лем, 1647—1695). Її дід, Людвіг Мунте, був єпископом у Бергені. Крістіан Нільсен Гольберг походив із селян і перейшов у шляхетський стан, дослужившися до офіцерського звання. Ставши круглим сиротою, Людвіг Гольберг виховувався у дядьків по матері — з 1695 по 1698 рік у священика Отто Мунте, який мав парафію в селі Фрон (місцевість Ґудсбраннсдален, що у фюльке Оппланн), а відтак у бергенського купця Педера Педерсена Лема.
Влітку 1702-го Гольберг закінчив у Бергені латинську школу й вступив до Копенгагенського університету, де спершу студіював теологію, а тоді право, історію й класичну філологію. Не прижившись, того ж року повернувся до Норвегії й став домашнім учителем дітей восського пастора. Крім того, виголошував замість нього проповіді перед паствою. Обов'язки, як писав сам Гольберг, полягали в тому, щоб шмагати різкою дітей і напучувати селян, й спонукали його до рішення — у майбутньому не працювати ні священиком, ні шкільним учителем. У 1703-му поновив навчання в університеті і заробляв на життя як репетитор студентів.
1704 року Гольберг склав два іспити на звання бакалавра богослов'я та філософії. У другому з них екзаменували на знання давньогрецької, латинської, гебрейської мов, логіки, філософії, етики, фізики, географії й астрономії. Зразу ж по тому приїхав до Бергена й навчав дітей Нільса Смеда — викладача та заступника єпископа. Продавши нерухомість, успадковану по Педерові Лему, за 60 риксдалерів, восени цього ж року відплив на кораблі до Амстердама, щоб там викладати чужоземні мови. Сподівання не справдилися, гроші закінчувалися, Гольберг пішов пішки до Аахена, тоді в такий самий спосіб повернувся до Голландії й весь рік вів життя волоцюги. Наприкінці 1705-го він перебрався до Крістіансанна, де викладав музику та французьку мову. Квартирував у свого далекого родича, священика Отто Стоуда, й закохався в його сестру-красуню.
Навесні 1706-го Людвіг Гольберг разом із приятелем Крістіаном Бріксом вирушив до Оксфорда. Передусім мав на меті стати популяризатором науки, особливо історії та географії, і збирав відповідний матеріал у Бодліанській бібліотеці. Ознайомився, зокрема, з творами Самуеля Пуфендорфа, Гуґо Ґроція і Джона Лока, а також Ісаака Ньютона, Томаса Ґоббса і Бернара де Мандевілля. Не записався до університету, натомість провадив дискусії з англійськими студентами, а на прожиття заробляв навчанням гри на скрипці та флейті. У 1708-му Гольберг повернувся до Копенгагена з наслідком своєї роботи — чернеткою великого рукопису, який згодом вийшов друком у двох частинах: «Вступ до історії найзначніших європейських держав аж до нинішнього часу» / «Introduction til de fornemste europæiske Rigers Historier fortsat indtil disse sidste Tider» (1711) і географічний «Додаток» / «Anhang» (1713). Влаштувався працювати домашнім учителем дітей таємного радника й адмірала Ф. Єдде, з протекції якого у 1709—1713 роках мав безплатне житло в колегіумі Борха. 1709 року наставник Гольберга за студентських часів, професор давньогрецької мови Поул Віндінґ послав його до Німеччини — як ментора Віндінґовому сину в Лейпцигу, Дрездені, Гамбургу і Галле. У Лейпцизькому університеті Гольберг слухав лекції, зокрема теологів Кіпріана і Райхенберга. До Копенгагена він добрався взимку, перейшовши замерзлу протоку Великий Бельт.
У столиці Людвіг Гольберг дописав до кінця «Хроніку Данського королівства» (автор Арільд Гойтфельдт), доведену тільки до смерті Фредеріка II, навесні 1711 року подав рукопис на розгляд цензури й у 1712-му одержав 120 риксдалерів — Розенкранцівську стипендію на навчання за кордоном. 19 січня 1714 року з наказу Фредеріка IV він став надзвичайним професором, а у травні 1714 вирушив за кордон. Доплив кораблем до Амстердама, добрався до Брюсселя, а звідти дійшов пішки до Парижа. Півтора року вивчав французьку літературу в Сорбонні, відтак помандрував пішки до Марселя, а звідти кораблем доплив до Генуї. Провівши в Римі зиму 1715—1716, повернувся пішки до Парижа. Весь цей час він жив у нестатках, часто хворів. Влітку 1716-го він повернувся до Копенгагена.
У 1717 році Гольберг став професором Копенгагенського університету й викладав логіку та метафізику, у 1720—1730 роках, будучи професором риторики, вів курс латинської літератури, а тоді очолив кафедру історії.  У 1735—1736 роках був ректором Копенгагенського університету, а з 1737 року обійняв посаду квестора, тобто відповідального за економічну діяльність вишу.
Гольберг не був одружений і не мав спадкоємців. Одержуючи високу платню як науковець і великі гонорари за літературні та наукові твори, він жив досить скромно й заощаджував на купівлю нерухомості. 1740 року він придбав садибу Броруп, 1745 року — Терсле і Едемарк. 1747 року Людвіг Гольберг став бароном і заповів цей баронський маєток на поновлення і підтримання діяльності Академії в Соре, закритої ще в 1665 році. 1751 року маєток перейшов у власність академії. Для Копенгагенського університету він заповів усю свою бібліотеку і частину свого капіталу, призначену на розвиток вільної сучасної науки та на стипендії для студентів, що навчаються за кордоном.
Письменник хворів на туберкульоз, від якого помер 28 січня 1754 року. Людвіга Гольберга поховали в Монастирській церкві, що на території Академії в Соре. Скульптор Йоганнес Відевельт створив саркофаг.

## Літературна творчість

### Драматургія
Незадовго перед відкриттям першого публічного театрального закладу в Данії — Малого ґреннеґадського театру (Lille Grønnegade Teatret) близькі до королівського двору люди запропонували Гольбергу, вже відомому завдяки поемі «Педер Порс», писати комедії. 9 вересня 1722 року театр відкрився п'єсою Мольєра «Скупий», а 25 вересня на його сцені поставили Гольбергового «Бляхаря в політиках». Восени і взимку тут зіграно ще три Гольбергові комедії — «Чоловік-флюгер», «Жан де Франс, тобто Ганс Франсен», «Єппе з гори, або Перетворений селянин» і «Майстер Ґерт Вестфалер». Ні за одну з усіх постановок Людвіг Гольберг не дістав авторського гонорару.
Гольберг сам перекладав свої комедії французькою і на переломі 1725—1726 років у Парижі безуспішно домагався, щоб у «Театр італьєн» поставили його п'єсу «Бляхар-політикан» у французькому перекладі.
До 1727 року інсценізовано його 26 драматичних творів, останнім із яких став злободенний меланхолійно-жартівливий «Похорон данської комедії». Фінансовий стан театру був дуже поганий, довелося припинити виступи. Наступного року вони поновилися й знову обірвалися — через пожежу, що сталася в Копенгагені, найбільшу за всю його історію. А за часів правління короля-пієтиста Крістіана VI (1730—1746) взагалі заборонено театральну діяльність як таку. Після його смерті театр поновив діяльність, і Гольберг написав ще кілька п'єс, помітно слабших, менш соціально гострих, ніж попередні. Його останньою п'єсою стала «Подорож Сґанареля до Країни Філософів» (1754).
Головний герой цієї комедії, Герман фон Бремен, занедбує своє ремесло, цілими днями висиджує в шинку, політикуючи з приятелями й мріючи стати бургомістром. На один день ця мрія здійснюється, і бляхар бачить, що до такої високої посади він не доріс. Як і в Мольєрового Гарпаґона, у фон Бремена є доведена до маніякальності риса характеру, але Гольберг доводить свого головного героя до крайнього відчаю, до приступів божевілля. Обставини складаються так, що бляхар ладен повіситися.
У комедії «Єппе з гори» кріпака Єппе, нешкідливого п'яничку, жінчину жертву, підкаблучника й рогоносця, застають заснулим на купі гною. Барон, вирішивши пожартувати, наказує занести його в хороми, вкласти в постіль і поводитися, як із родовитим шляхтичем. Зрештою в самого Єппе виявляються замашки деспота.
У комедії «Еразм Монтанус» закладено трагічне протиріччя: з одного боку — темнота селян, з другого — псевдовченість відірваних від життя схоластів. Головного героя комедії — Расмуса Берга, селянського сина, який вимагав, щоб його називали з-латинська Еразмом Монтанусом, підманули, й батько його нареченої поставив парубка перед вибором. Якщо відмовишся від дурощів, які ти нам наплів про кулястість Землі й про те, що вона обертається навколо Сонця, то одружишся з моєю Лісбед. Якщо ж ні, то підеш до війська. Еразмові доводиться відмовитися від своїх переконань.
У «Метушливці» головний герой стверджує, що він Александр Великий і всі мають покласти за нього голову. Erasmus Montanus тільки прочуханку позбавлений свого божевілля, але Герт Westphalers мови манія, Муді Vægelsindedes, Дон Ranudos аристократичне зарозумілість inkurable, хвалько Джейкоб фон Tyboe зникають під час звичайного сміху, французи з розуму Жан де Франс вчора її рішення в нараді в Парижі. П'яний Jeppe Холма має напади дикої тиранії.
Комедію фарсів Мольєра розмножуються в Хольберґа ізгоїв комедій ellefte Junii і закладене селянський хлопчик. І навпаки рафінована hanrejkomedien. У пологовому залі Corfitz не довіряє своїй дружині. Як таємниця, як в Плавта "Amphitruo, він заповнює повідомлення тут: Ibo оголошення uxorem інтро: " Я увійду і впасти на коліна для моєї дружини, і з плачем сльозами прошу пробачити ".
Італійська замаскованим комедія, комедія дель арте, відомий Хольберґа особливо bogudgaverne в репертуарі італійських труп в Парижі. Звідси він приніс комедій типу Маскарад, Juele-земля, HENRICH і Pernille, невидимки і драматичні пародії як Улісс фон Ithacia і Melampe.
З його величезна творча сила поставлена Людвіга Хольберга 25 комедій 1722-27, поки театр не увійшов всередину. Взимку 1725-26 провів Хольберґа в Парижі, де він марно намагалися отримати його французький переклад політичного повозитися, прийнятими на Театром Італії.
З дивним вірші коло, Metamorphosis (+1726), Хольберґа спадала поетичне несамовитість з. Всі плоди цього були опубліковані під псевдонімом Ганс Mickelsen: Педер Paars; Skiemte-вірші; Comoedier 1-3 (1723-25), зокрема, збільшився Шість комедій до знову відкритий театр 1748 під назвою Данська Skueplads 1-7 (1731-54).
Пишаючись своїми досягненнями випустили Хольберґа +1728 лист до когось, безсумнівно, вигаданих, шановного джентльмена на латинській мові, в тому числі щоб заманити перекладачів для цих данських комедіях. Поетична окупація перервала роботу над описом форми знаків і Норвегії, а завершено в 1729 став успіх продажів.

### Поезія
1720 року Людвіг Гольберг під псевдонімом Ганс Мікельсен опублікував велику (6249 рядків) героїчно-комічну поему «Педер Порс». Головна постать, крамар Педер Порс, подорожує морем від Калуннборга до Оргуса, але шторм зносить корабель до острова Ангольт. Своєю формою це пародія на численні наслідування «Іліади» й «Одіссеї» Гомера, особливо ж «Енеїди» Вергілія. Порс, що мав би відігравати роль античного героя, послуговується простацькою мовою, натомість його слуга Педер Рійс може правити зразком красномовства. Своїм змістом це гостра сатира, критика тодішнього феодально-кріпосницького ладу Данії й її вершків — консервативних, далеких від новітніх течій у науці та літературі. «Прегарними примітками» до твору, які латинською та грецькою мовами написав нібито Юст Юстенсен — вигаданий вчений, автор пародіював схоластичних і педантичних коментаторів. Поема викликала обурення в частини науковців і шляхтичів, що сприйняли її як злобну карикатуру на них і як посягання на устої держави. Зокрема, юрист Гоєр (Hojer) у газеті «Nova litteraria» опублікував розгромну рецензію на «Педера Порса». На те Гольберг глузливо відповів: «Критику „Педера Парса“, тихо постій серед поетів, які роблять батьківщині більшу честь, ніж юристи: „Божествен той, хто мудрий, гострий розумом“»..
Ймовірно, знать і схоласти домоглися б, щоб поему знищили, а автора оштрафували, але на її захист став король Фредерік IV, потрактувавши «Педера Порса» як нешкідливий гумористичний твір.

## Твори

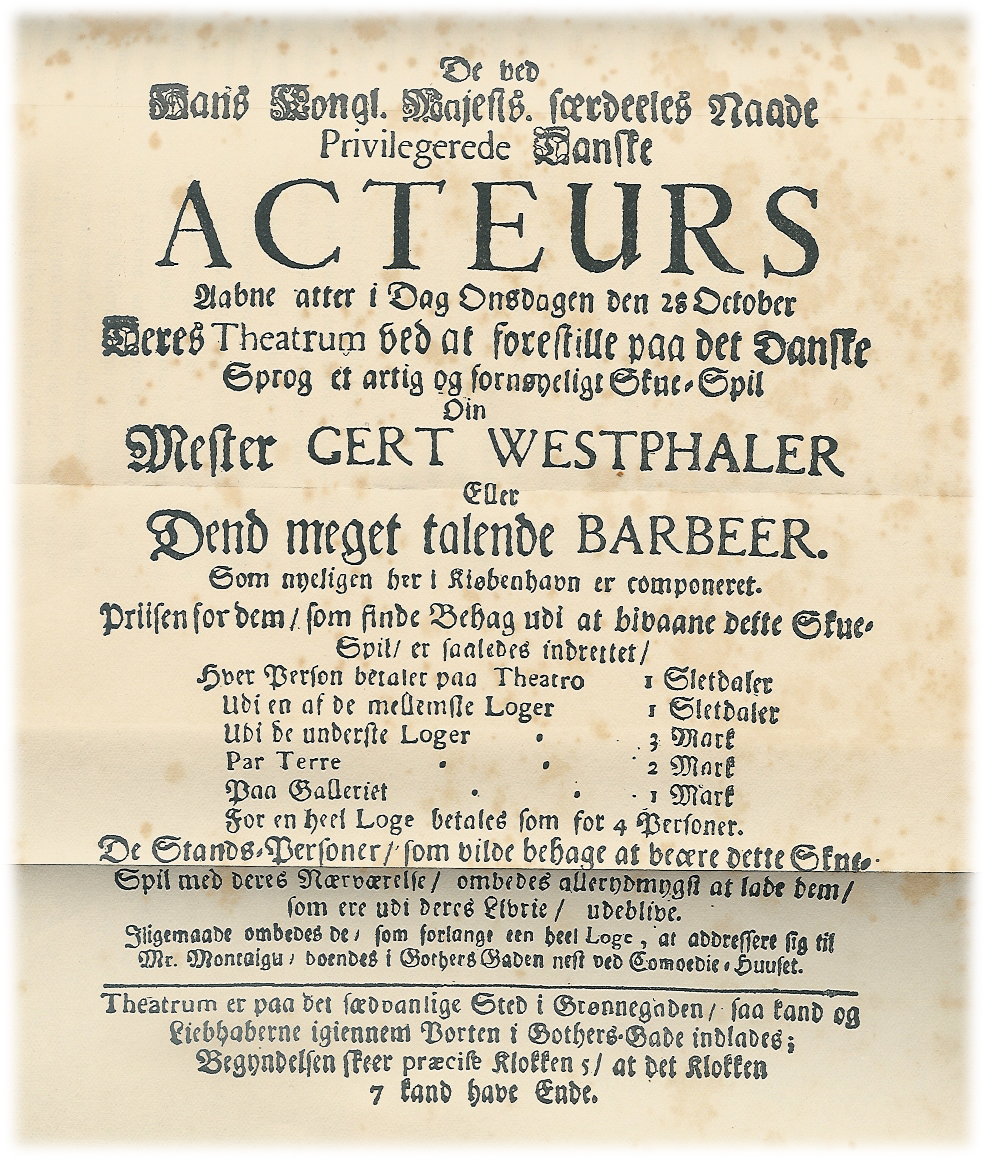
Афіша Гольбергової комедії «Майстер Ґерт Вестфалер» — найстаріша з усіх збережених досі афіш його п'єс. 1722 рік.

### П'єси
- Den Politiske Kandestøber, 1722 — «Бляхар-політикан»
- Den vægelsindede, 1722 — «Чоловік-флюгер»
- Jean de France eller Hans Frandsen, 1722 — «Жан де Франс, тобто Ганс Франсен»
- Jeppe på bjerget eller den forvandlede Bonde, 1722 — «Єппе з гори, або Перетворений селянин»
- Mester Gert Westphaler, 1722 — «Майстер Ґерт Вестфалер»
- Barselstuen, 1723 — «Пологова кімната»
- Den ellefte Junii, 1723 — «Одинадцяте червня»
- Jacob von Tyboe eller den stortalende Soldat, 1723 — «Якоб фон Тюбо, або Вояка-хвалько»
- Ulysses von Ithacia, 1723 — «Одіссей з Ітаки»
- Erasmus Montanus eller Rasmus Berg, 1723 — «Еразм Монтанус, або Расмус Берг»
- Don Ranudo de Colibrados, 1723 — «Дон Ранудо де Колібрадос»
- Uden Hoved og Hale, 1723 — «Ні початку ні кінця»
- Den Stundesløse, 1723 — «Метушливець»
- Hexerie eller Blind Allarm, 1723 — «Чародійство, або Помилкова тривога»
- Melampe, 1723 — «Мелампа»
- Det lykkelige Skibbrud, 1724 — «Щаслива кораблетроща»
- Det Arabiske Pulver, 1724 — «Арабський порошок»
- Mascarade, 1724 — «Маскарад»
- Julestuen, 1724 — «Різдвяна кімната»
- De Usynlige, 1724 — «Невидимі»
- Diderich Menschenskraek, 1724 — «Дідеріх Страшидло»
- Kildereisen, 1725 — «Подорож до джерел»
- Henrich og Pernille, 1724—1726 — «Генрік і Пернілла»
- Den pantsatte Bondedreng, 1726 — «Заставлений селянин»
- Pernilles korte Frøkenstand, 1727 — «Недовге дівоцтво Пернілли»
- Den Danske Comoedies Liigbegængelse, 1727 — «Похорон данської комедії»
- Den honette Ambition, 1731 — «Порядна амбіція»
- Den Forvandlede Brudgom, 1753 — «Змінений жених»
- Plutus eller Proces imellom Fattigdom og Riigdom, publ. 1753 — «Плутос, або Процес Бідності проти Багатства»
- Husspøgelse eller Abracadabra, publ. 1753 — «Домашній привид, або Абракадабра»
- Philosophus udi egen Indbildning, publ. 1754 — «Філософ поза межами своєї уяви»
- Republiqven eller det gemeene Bedste, publ. 1754 — «Республіка, або Загальне добро»
- Sganarels Rejse til det philosophiske Land, publ. 1754 — «Подорож Сґанареля до Країни Філософів»

### Вірші і поеми
- Peder Paars, 1720 — «Педер Порс»
- Fire Skæmtedigte, 1722 — «Чотири жартівливі вірші»
- Metamorphosis eller Forvandlinger, 1726 — «Метаморфози, або Зміни»
- Epigrammer (på latin), 1737, udvidet udgave 1749 — «Епіграми» (по-латині), 1737; розширене видання, 1749

### Романи

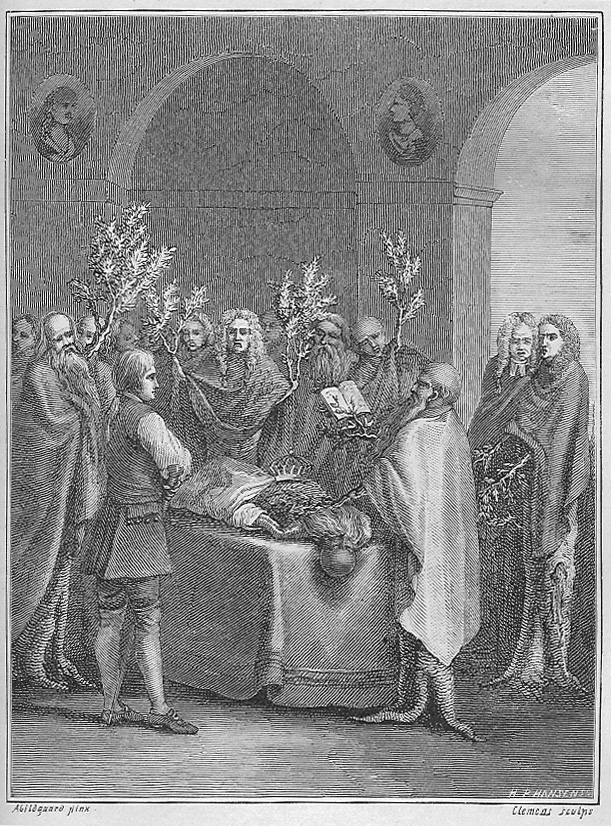
Ілюстрація з виданих 1789 року «Підземних мандрів Нільса Кліма». Гравюра Йогана Фредеріка Клеменса за малюнком Ніколаса Абрагама Абільґора.

- Nicolai Klimii iter subterraneum, 1741. (1742 року Ганс Гаґеруп переклав цей роман данською — Niels Klims underjordiske Rejse) — «Підземні мандри Нільса Кліма»

### Есеї
- Moralske Tanker, 1744 — «Моральні думки»
- Epistler, 1748—1754 — «Епістоли»
- Moralske Fabler, 1751 — «Моральні байки»
- Tre latinske levnedsbreve, 1728—1743 — «Три латинські листи про життя»
- Kvinders Rettigheder, 1739 — «Жіночі права»

### Історичні праці
- Introduction til de fornemste Europæiske Rigers Historier fortsat indtil disse sidste Tider, 1711 — «Вступ до історії найзначніших європейських держав аж до нинішнього часу»
- Morals Kierne eller Introduction til Naturens og Folke-Rettens Kundskab, 1716 — «Серцевина моралі, або Вступ до природного і міжнародного права»
- Dannemarks og Norges Beskrivelse, 1729 — «Опис Данії і Норвегії»
- Dannemarks Riges Historie, 1732—1735 — «Історія Данського королівства»
- Den berømmelige Norske Handel-Stad Bergens Beskrivelse, 1737 — «Опис славного норвезького морського торгового міста Берґена»
- Almindelig Kirke-Historie, 1738 — «Загальна історія Церкви»
- Den jødiske Historie fra Verdens Begyndelse, fortsat til disse Tider, 1742 — «Історія євреїв від початку світу до наших днів»
- Adskillige store Heltes og berømmelige Mænds sammenlignede Historier, 1739—1753 — «Історії про деяких великих героїв і славетних людей»
- Adskillige Heltinders og navnkundige Damers sammenlignede Historier, 1745 — «Історії про деяких героїчних і визначних дам»

### Данськомовні
- E. Holm. Holbergs statsretslige og politiske Synsmaader, Kopenhagen 1879
- Georg Brandes. Ludvig Holberg. Et Festskrift, Kopenhagen 1884. Onlineversion (PDF; 4,3 MB)
- Frederik Julius Billeskov Jansen. Ludvig Holberg, New York 1974
- Jens Kristian Andersen. Ludvig Holberg. Statsborger, intellektuel, dramatiker, Kopenhagen 1984
- Peter Christensen. Ludvig Holberg. En moderne klassiker, Aarhus 1995 (Diss.)

### Норвезькомовні
- Francis Bull. Holberg som Historiker. Christiania 1916.
- Lars Roar Langslet. Den store ensomme. En biografi om Ludvig Holberg, Oslo 2001.
- Knut Ove Arntzen. «Holbergs teater mellom kunst og liv — fra burleske paradokser til reteatralisering.» In: Eivind Tjønneland (Hg.). Den mangfoldige Holberg. Oslo: Aschehoug, 2005. S. 91-109.
- Gunnar Siversten. «Epistel 66 og Jeppe paa Bierget.» In: Eivind Tjønneland (Hg.). Den mangfoldige Holberg. Oslo: Aschehoug, 2005. S. 129—145.
- Anker Gemzøe. «Dårskapens nytte. Rasjonelt og irrasjonelt i Holbergs komedier.» In: Eivind Tjønneland (Hg.). Den mangfoldige Holberg. Oslo: Aschehoug, 2005. S. 327—336.
- Eiliv Vinje. «Ludvig Holberg». In: Norsk biografisk leksikon

### Німецькомовні
- Uwe Ebel. Konzepte einer nationalsprachigen Dramatik von Holberg bis Ibsen. Metelen/Steinfurt: Ebele, 1990.
- Andreas Elviken. Die Entwicklung des norwegischen Nationalismus. Berlin 1930.
- Otto C. A. Nedden. «Ludwig Holberg — Der dänische Molière.» In: ders. Europäische Akzente. Ansprachen und Essays. Wuppertal: Staats-Verlag, 1968. S. 185—188.
- Kerrin Jensen. Moral und Politik. Gesellschaftsbild und Komödienkonzeption in Ludwig Holbergs Frühwerk. Frankfurt am Main/Bern/New York: Lang, 1986. [Beiträge zur Skandinavistik, Band 6]
- Angelika Bamberger. Ludvig Holberg und das erste dänische Nationaltheater. Frankfurt a.M: Haag + Herchen, 1983.

Dänische Sekundärliteratur:

### Англомовні
- Anne S. Lundquist. «Ludvig Holberg and Molière. Imitation or Constructive Emulation?» In: Roger Johnson/ Editha Neumann/ Guy Trail (hgg.) Molière and the Commonwealth of Letters: Patrimony and Posterity. Jackson: Univ. Press of Mississippi, 1975. S. 245—251.

- Dansk biografisk Lexikon, B.7, S.519 — 535 [Архівовано 9 вересня 2016 у Wayback Machine.]

## Українські переклади
Українською мовою окремі байки Людвіга Гольберга переклав Микола Тищук.
- [Твори]. В кн.: Тищук М. «Страви і приправи». — Львів: Каменяр, 1982
- [Твори]. «Всесвіт», 1984, № 12
- [Твори]. «Прапор», 1984, № 12
- [Твори]. В кн.: Тищук М. «Пес і мікрофон». — К.: Радянський письменник, 1985